# Gabon 24
Gabon 24 est la première chaîne de télévision gabonaise d’information en continu lancée le 24 mai 2016,. Jusqu'en mai 2018, Gabon 24 appartenait au groupe Gabon Télévision.

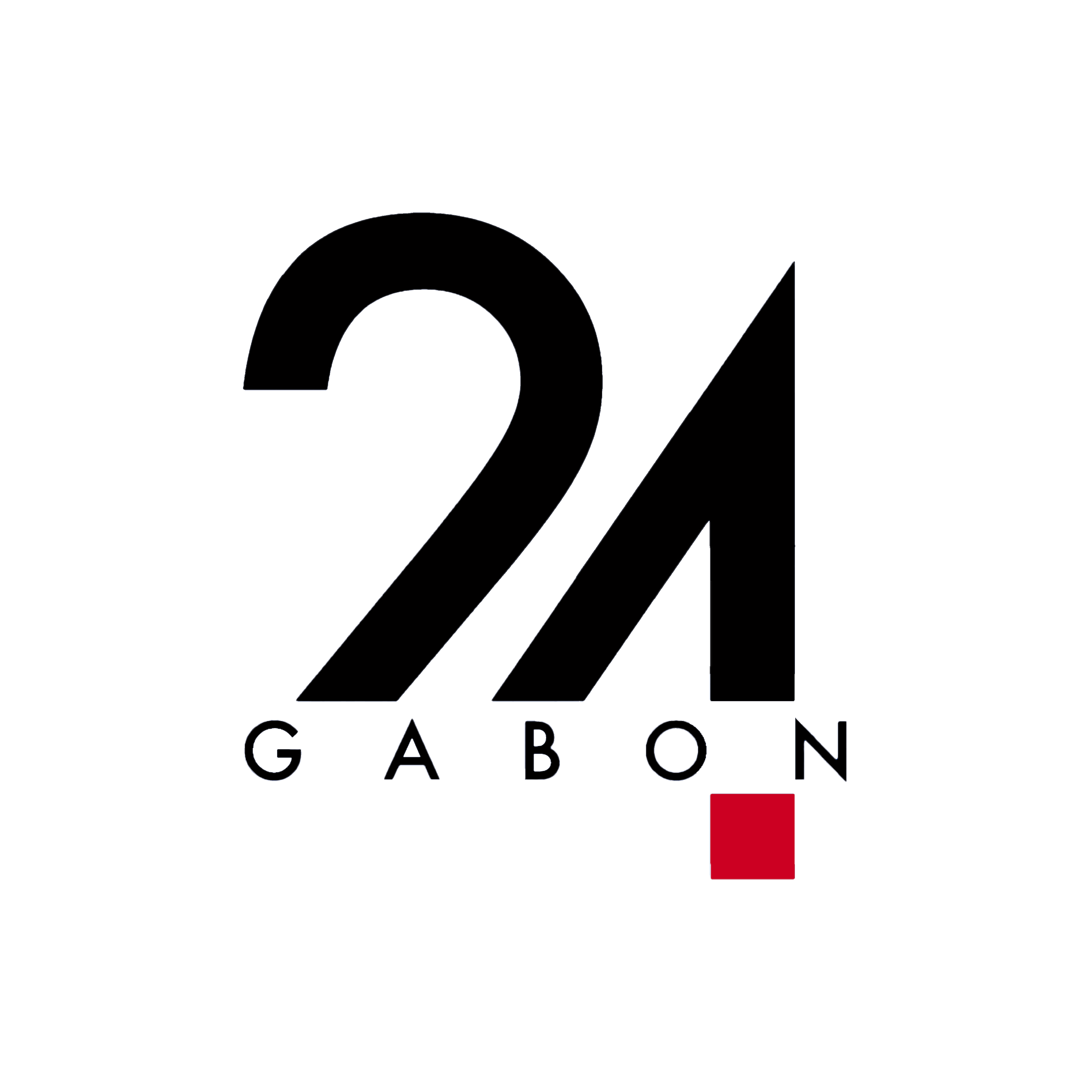
Logo gabon 24

Le décret n° 0152/MAPDN daté du 4 mai 2018 portant création, organisation et fonctionnement de Gabon 24, a détaché la chaine du groupe Gabon Télévisions, ainsi que le consacre son article 2 : « il est créé et rattaché à la Présidence de la République, un établissement public, à caractère administratif, doté de la personnalité juridique et de l’autonomie de gestion financière, dénommé Gabon 24 ».
À l’occasion du Conseil des ministres du 26 février 2019, l’article 2 du décret n° 0152/MAPDN a été modifié, faisant évoluer le statut de Gabon 24 d’EPA (établissement public à caractère administratif) à EPIC (établissement public à caractère industriel et commercial).
Diffusée au Gabon sur les bouquets satellite Canal + Afrique et Satcon, la chaîne est disponible dans de nombreux pays du continent africain et également en Europe. À travers des couvertures en direct d'événements clés, des reportages et d'envoyés spéciaux, Gabon 24 a pour mission d'être au cœur de l'actualité et d'être le porte-voix de ceux et celles qui font avancer le continent.

## Historique de la chaîne

### Filiale du groupe Gabon Télévision (2016-2018)
Appartenant au groupe Gabon Télévision, Gabon 24 a officiellement vu le jour le 24 mai 2016. Au cours de la cérémonie de lancement de la chaîne, le Président de la République gabonaise, Ali Bongo, a déclaré : « Ceci rentre dans le projet qui était le nôtre d’enrichir notre paysage audiovisuel gabonais. Ce que nous voulons, c’est une télévision de qualité ».

#### Chaîne de service public autonome (depuis mai 2018)
Le décret n°0152/MAPDN du 04 mai 2018 marque la sortie de Gabon 24 du groupe Gabon Télévision et l’évolution de son statut. Dès lors, une direction provisoire est mise en place, à la tête de laquelle les journalistes Ali Radjoumba et Marie-Noëlle Ada Meyo qui travaillent sous la supervision du Conseil d’administration de Gabon 24. Mireille Dirat, alors directrice de l’information et Alex Eboue, alors directeur d’antenne, sont maintenus à leur poste.
Quelques mois plus tard, le Conseil des ministres du 26 février 2019 nomme à la tête de la direction générale de Gabon 24 Laure Bigourd, qui a pour adjointe, Marie-Noëlle Ada Meyo, toutes deux diplômées de l’École supérieure de journalisme de Lille. Le Conseil des ministres modifie également les dispositions de l’article 2 du décret n°0152/MAPDN du 04 mai 2018, faisant désormais de Gabon 24, une chaine à caractère commercial : « il est créé et rattaché à la Présidence de la République, un établissement public, à caractère industriel et commercial, doté de la personnalité juridique et de l’autonomie de gestion financière, dénommé Gabon 24 ».
Quelques jours avant le Conseil des ministres du 26 février 2019, Gabon 24 avait fait part, sur son antenne, de son autonomie, via une diffusion en continu de l’information suivante : « Gabon 24 est une chaîne de service public autonome ». En même temps, Gabon 24 informait ses téléspectateurs de la commercialisation de ses espaces publicitaires par un spot commercial, diffusé régulièrement entre les programmes.
Programmes
Chaque jour, Gabon 24 diffuse trois blocs d'information : de 8h30-10h, de 12h-15h et de 18h-22h. Ces blocs d'information sont ponctués par deux types éditions d'information : la petite édition d'information appelée "le Journal" (10-15 minutes) et "la Grande édition" (20-26 minutes). Chaque édition d'information propose du news en faisant le tour de l'actualité nationale, africaine et internationale.
Parallèlement, Gabon 24 propose une grille de programme enrichie, avec des émissions de décryptage de l'actualité au travers de plateaux télévisés destinés à accompagner les téléspectateurs dans leur compréhension de l'information. D'autres émissions sont des rendez-vous quotidiens et hebdomadaires sur des thématiques concernantes pour les téléspectateurs : politique, santé, sport, économie, environnement, culture et nouvelles technologies.
Une variété d'émissions, parmi lesquelles "Décryptage", "Complément d'infos", "52 minutes avec", "Multisports 24" ou encore "L'Invité du Jour" alimentent la grille de programme.  
Gabon 24 en anglais
Dans son élan d'ouverture sur le monde et son ambition d'être la chaîne d'information en continu panafricaine de référence, Gabon 24 a lancé son desk anglophone on octobre 2019. Le desk propose aux téléspectateurs des éditions d'information, le G24 News, incarné en plateau par l'équipe de reporters anglophones, du lundi au vendredi à 19h30 et à 22h30. Des interviews, des invités plateaux et des émissions font également partie des programmations du desk . En plus du format plateau, le G24 News offre un tout en images, diffusé tous les jours à 12h30 et 17h30, .

### Logo
La chaîne utilise deux logos, pour l'antenne et à des fins institutionnelles.

## Slogans
- Voir le Gabon et le monde autrement
- Voir le Gabon autrement
- Le Meilleur du Gabon

## Internet
Gabon 24 est disponible en direct sur sa chaîne Youtube.